# ننگولی
ننگولی (به انگلیسی: Ningulai) یک منطقهٔ مسکونی در پاکستان است که در خیبر پختونخوا واقع شده‌است. ننگولی ۹۷۴ متر بالاتر از سطح دریا واقع شده‌است.